# 沃洛德米里夫卡 (蘇博齊市鎮)

雕像

48°38′45″N 32°40′41″E / 48.64583°N 32.67806°E
沃洛德米里夫卡（烏克蘭語：Володимирівка），是烏克蘭中部基洛沃赫拉德州克罗皮夫尼茨基区苏博齐市镇的村落。面積18.3平方公里，海拔高度140米，2001年人口1,384，人口密度每平方公里75.8人。